# Vladimír Mišík
Vladimír Mišík (* 8. března 1947 Praha) je český hudebník, zpěvák, kytarista, zakladatel rockové skupiny Etc… a zakládající člen skupin The Matadors a Blue Effect.

## Život
Jeho otcem byl americký voják a dopravní pilot John Gaughan (1918–2007), matkou slovenská zdravotní sestra Alžběta Mišíková (1918–1992), pracující koncem války v Německu pro Červený kříž. Tam se jeho rodiče seznámili, svého otce však nikdy nepoznal a vyrůstal sám se svou matkou. Až v roce 2017 se dozvěděl, že má v USA dalších 9 sourozenců, které měl John Gaughan se svou ženou Grace. V roce 1964 se vyučil uměleckým truhlářem ve filmových ateliérech Barrandov, už tehdy se ale začal věnovat hudbě.
Již na učilišti založil kapelu Uragán, ve které hrál na doprovodnou kytaru a zpíval. Na bicí hrál jeho spolužák Petr Růža. Po škole se skupina rozpadla a Vladimír Mišík se dostal do kapely Komety, kde se seznámil s Radimem Hladíkem, se kterým poté odešel do skupiny Fontána (později známí jako The Matadors). Na prvním singlu skupiny zní Mišíkova píseň Malej zvon, co mám. Po vojně zpíval v orchestru Karla Duby a pak založil kapelu New Force, která se ale v roce 1968 rozpadla. Krátkou dobu pak hrál na kytaru v George and Beatovens. 
Ještě v roce 1968 ale s Radimem Hladíkem založil kapelu The Special Blue Effect (později Blue Effect). Do roku 1970, kdy byl vyhozen, stihl s kapelou nazpívat album Meditace, EP a dva singly. Pak zpíval ve Flamengu, ale kapela se rozpadla ještě před vydáním jediné desky Kuře v hodinkách; Mišík pak založil kapelu Formace Nova a krátkou dobu zpíval v Energitu Luboše Andršta. V roce 1974 založil kapelu Etc…, se kterou hraje s krátkými přestávkami dodnes. Zároveň příležitostně koncertoval s Vladimírem Mertou a Janem Hrubým ve folk rockové formaci Čundrgrund (ČDG).

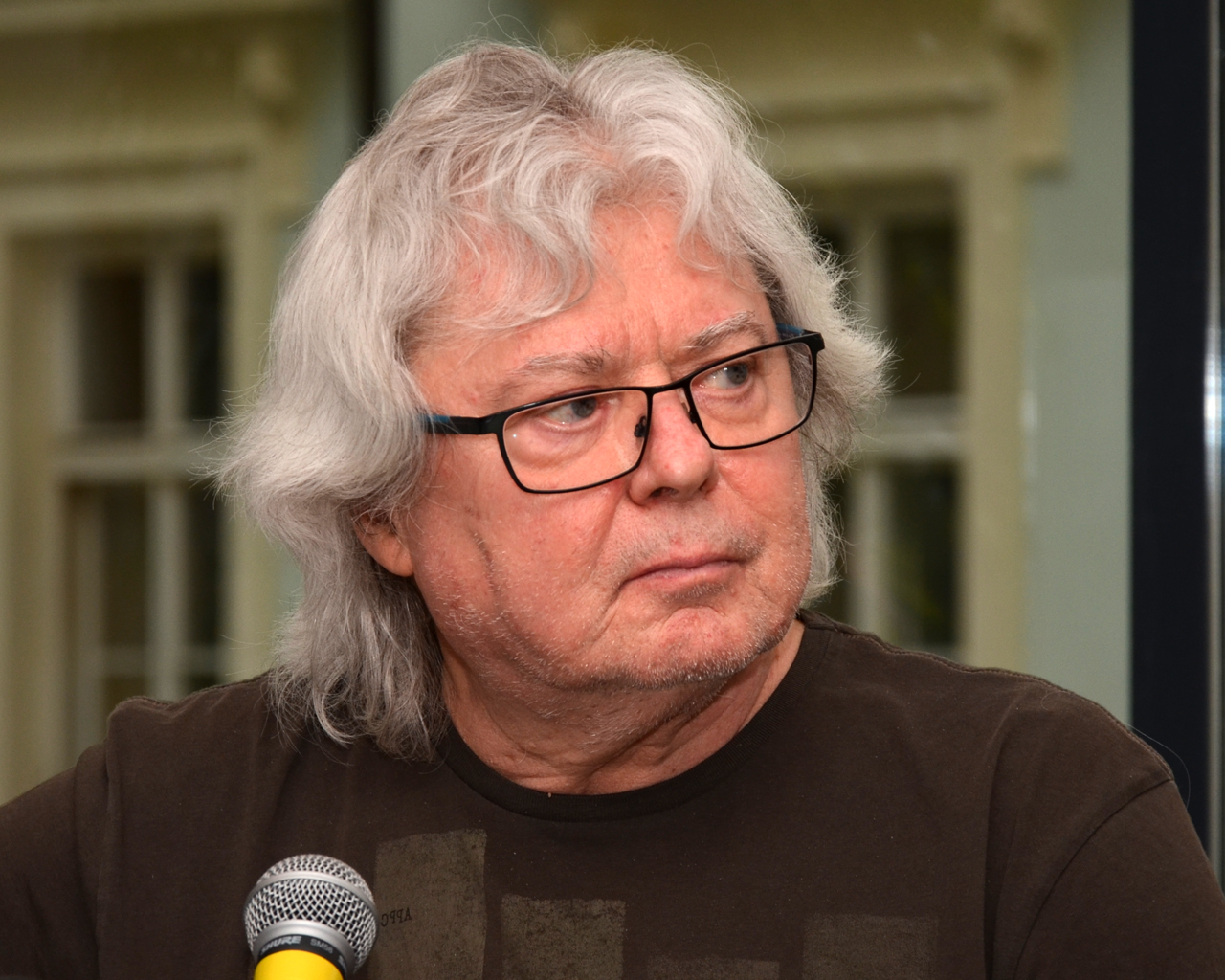
Vladimír Mišík (2015)

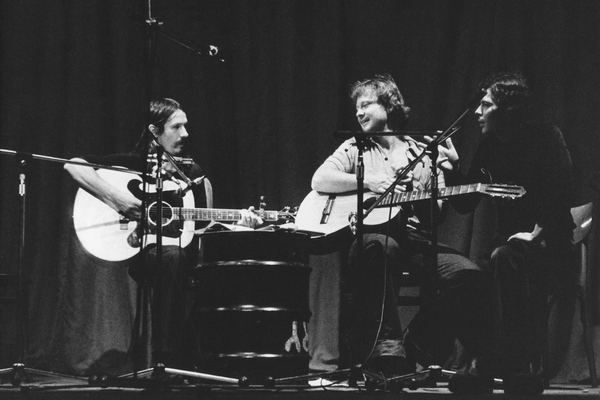
Koncert Čundrgrundu, Baráčnická rychta, Praha, 6. září 1977, zleva: Petr Kalandra, Vladimír Merta, Vladimír Mišík

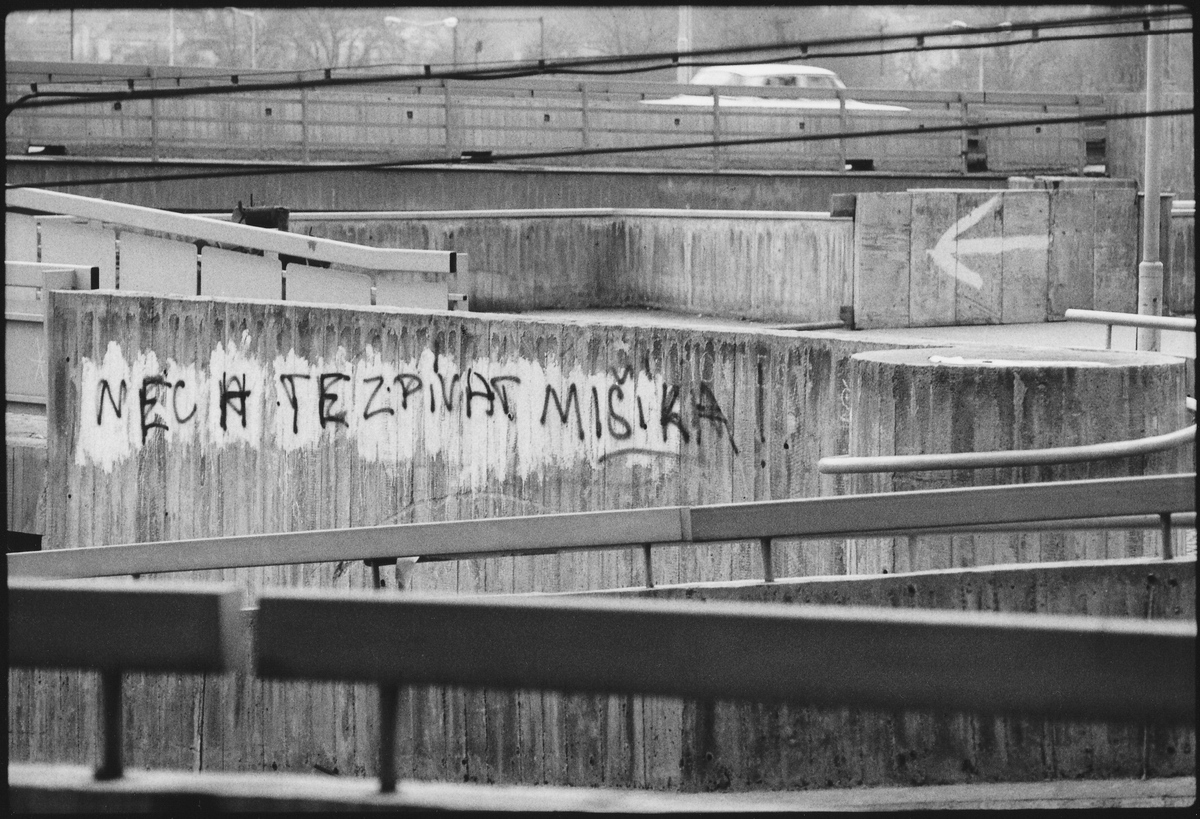
Nechte zpívat Mišíka! – nápis na zdi v Praze – Holešovicích, duben 1983, v době, kdy byly Mišíkovy koncerty komunistickými orgány zakázány. Nápis byl opakovaně zamalováván, ale objevil se vždy znovu.

V roce 1977 odmítl podepsat Antichartu. V roce 1982 bylo Vladimíru Mišíkovi zakázáno koncertování za to, že na koncertu v Lucerně bez povolení promítal studentský film svého kamaráda studujícího na FAMU, ve kterém hrál hlavní roli a žertovně kritizoval normalizaci. Následně mu byla nabídnuta spolupráce se Státní bezpečností, kterou odmítl. Na protest proti zákazu se po pražských Holešovicích objevovaly nápisy Nechte zpívat Mišíka ve formě graffiti. O dva roky později mu bylo povoleno velmi omezeně vystupovat s akustickým programem pod podmínkou, že zahraje na festivalu politických písní v Sokolově, kde krátce vystoupil bez kapely. V roce 1985 už opět hrál s novou sestavou Etc… 
Během Sametové revoluce podporoval studentské stávky i Občanské fórum v severních Čechách, také vystoupil během demonstrace na Letenské pláni. V roce 1990 byl na dva roky zvolen do České národní rady za Občanské fórum. V roce 1999 vyšla v nakladatelství Petrov kniha Vladimír Mišík – letní rozhovor s Ondřejem Bezrem.
Po vážných zdravotních problémech se v roce 2007 vrátil na pódia za doprovodu skupiny Etc… a dalších hudebních hostů. V roce 2013 odmítl převzít státní vyznamenání od tehdejšího prezidenta Miloše Zemana. Během natáčení biografického filmu Nechte zpívat Mišíka se v roce 2016 setkal se svým otcem i s některými svými americkými sourozenci. Svůj poslední koncert absolvoval v říjnu 2020. V dubnu 2021 oznámil, že ze zdravotních důvodů již dále koncertovat nebude. V srpnu 2025 uvedl, že dne 10. října 2025 zveřejní záznam z koncertu kapely Blue Shadows z listopadu 2019, se kterou tehdy vystupoval.
S první manželkou Katarínou má syna Martina, s druhou manželkou Evou má syna Adama a dceru Barboru.

## Největší hity
Mezi nejznámější písničky Vladimíra Mišíka patří např. Slunečný hrob (s Blue Effectem), Kuře v hodinkách (s Flamengem) a dále s Etc. pak Stříhali dohola malého chlapečka (podle stejnojmenné básně Josefa Kainara), Variace na renesanční téma (podle stejnojmenné básně Václava Hraběte, známá podle prvního verše Láska je jako večernice), Proč ta růže uvadá nebo Obelisk.[zdroj⁠?!] K dalším známým lze zařadit i hymnu Gambrinus ligy.

## Diskografie
- s Blue Effectem
  - Meditace, 1970 (anglická verze Kingdom of Life, 1971)
- s Flamengem
  - Kuře v hodinkách, 1972
  - Paní v černém, 2003 – reedice singlů z let 1967–1972
- s Etc…
  - Vladimír Mišík (také 1 nebo Stříhali dohola malého chlapečka), 1976, 1996 (anglická verze They Cut Off the Little Boy's Hair, 1978)
  - 2, 1980, 1997
  - 3, 1987, 1997
  - 4, 1987, 2001 (+ They Cut Off the Little Boy's Hair)
  - Jiří Jelínek in memoriam, 1987
  - 20 deka duše, 1990, 2001
  - Nechte zpívat Mišíka, 1991 – živá nahrávka
  - Jen se směj, 1993
  - Unplugged, 1994 – živá nahrávka
  - Město z peřin, 1996
  - Nůž na hrdle, 1999
  - Umlkly stroje, 2004
  - Archa, 2008 – záznam živého vystoupení u příležitosti Vladimírových 60. narozenin. Též na DVD.
  - Ztracený podzim, 2010

- Vladimír Mišík a Mirek Kovářík
  - Reduta Blues
- s Blue Shadows
  - Jednou tě potkám, 2019
  - Noční obraz, 2021[9]

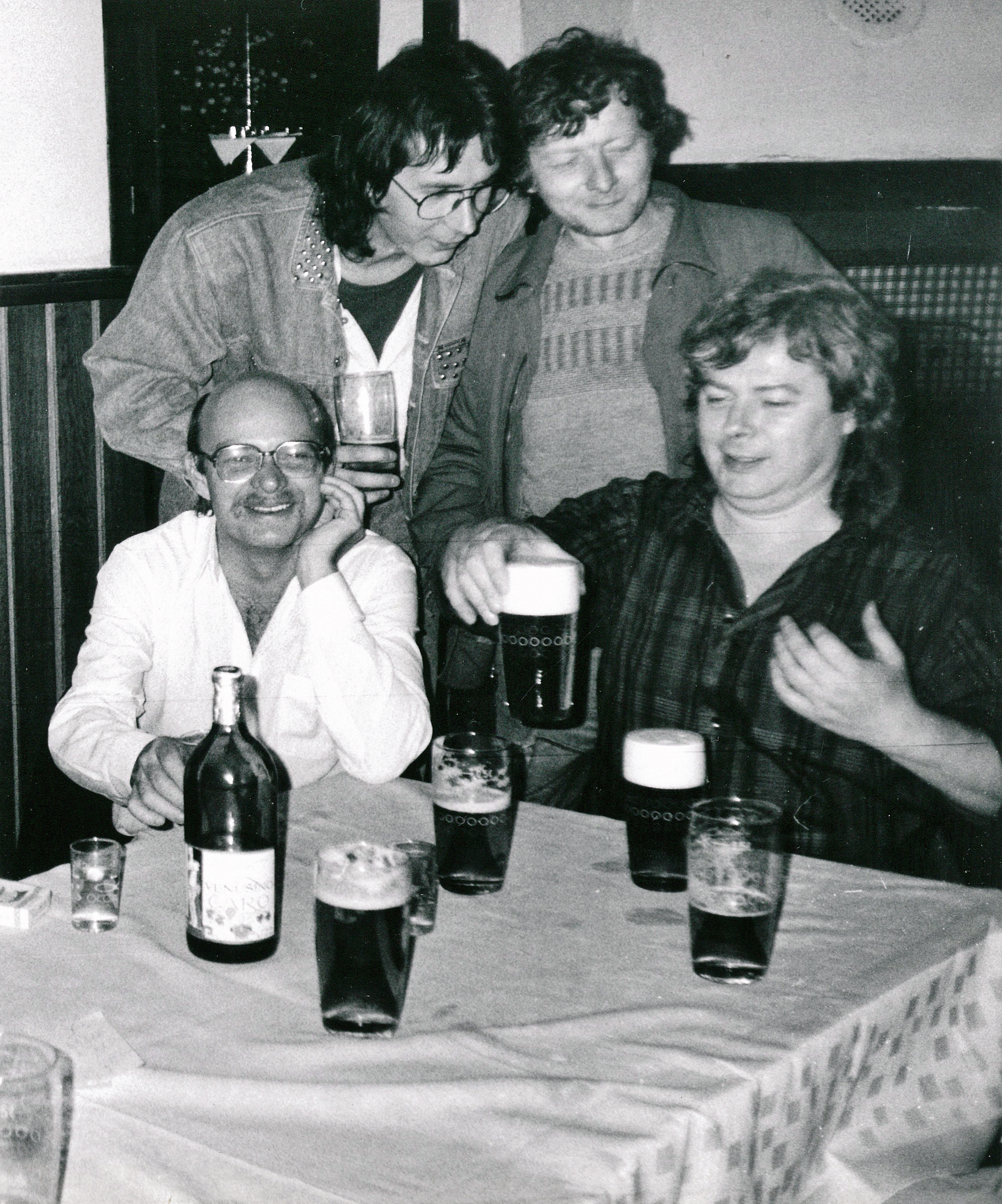
Básník Jaromír Pelc a Etc… – Vladimír Mišík, Jaroslav Olin Nejezchleba, Jan Hrubý, období zkoušek na pořad „Požár na obloze“. Hostinec U Zábranských, prosinec 1985

  - Vteřiny, měsíce a roky, 2024 (Animal music)[10][11]
- výběry
  - Špejchar 1969 - 1991, 1993, 2023 (Supraphon)
  - Síň slávy, 2000
  - Archa 6. 6. 2007, 2008 (2DVD)
  - Královský večer, 2014
  - Životní režim, 2018
  - Na okraji (1976–1978), 2022 (Galén)
- komplety
  - Déja vu (1976–1987), 2009
  - Déja vu 2 (1989–1996), 2010
- zhudebnění děl básníků
  - Jaromír Pelc: Požár na obloze, 1988 – digitální verze Supraphon 2018, 7 skladeb[12]
  - Václav Hrabě: Pár tónů, které přebývají, 1989
- tributní album
  - Bazarem proměn: A Tribute to Vladimír Mišík, 2015

## Knihy
- MIŠÍK, Vladimír. Písničky pro Vás. [s.l.]: Exact publishing, 1995. 48 s. ISBN 80-901794-2-8.
- BEZR, Ondřej; MIŠÍK, Vladimír. Letní rozhovor s Ondřejem Bezrem. Brno: Petrov, 1999. 192 s. ISBN 80-7227-060-5.
- MIŠÍK, Vladimír. Vladimír Mišík: byl jsem dobrej : rozhovory s Ondřejem Bezrem z let 1999, 2006, 2017.. Praha: Galén, 2017. 355 s. ISBN 978-80-7492-320-3.

## Ocenění
- Astronomové z hvězdárny na Kleti po něm pojmenovali planetku ve sluneční soustavě objevenou v roce 1995. Jméno Mišík pro planetku č. 18456 schválila Mezinárodní astronomická unie.[13]
- V roce 2016 natočila o Mišíkovi režisérka Jitka Němcová celovečerní dokument Nechte zpívat Mišíka.[14]V říjnu 2013 odmítl převzít státní vyznamenání od prezidenta Miloše Zemana, a to jako výraz nespokojenosti s jeho rozhodnutími z poslední doby.[15]
- Za své album Jednou tě potkám v roce 2020 získal Ceny České hudební akademie Anděl v kategoriích album roku, interpret roku, skladba roku, videoklip roku, folk, rock.[16]
- Medaile Za zásluhy 1. stupně, udělil prezident Petr Pavel v roce 2023